# Spermophora masisiwe
Spermophora masisiwe là một loài nhện trong họ Pholcidae. Loài này được phát hiện ở Tanzania.